# La Pinta
La Pinta är en ort i Mexiko.   Den ligger i kommunen Gómez Farías och delstaten Chihuahua, i den nordvästra delen av landet, 1 400 km nordväst om huvudstaden Mexico City. La Pinta ligger 2 192 meter över havet och antalet invånare är 657.
Terrängen runt La Pinta är kuperad åt sydost, men åt nordväst är den platt. Runt La Pinta är det mycket glesbefolkat, med 2 invånare per kvadratkilometer. Det finns inga andra samhällen i närheten. Omgivningarna runt La Pinta är i huvudsak ett öppet busklandskap.